# Hashtag (filme)
Hashtag (estilizado como Has#tag ou apenas #) é um filme de drama brasileiro de 2022, dirigido e escrito por Caio Sóh. O filme é protagonizado por Paula Burlamaqui, Léo Rosa e Rhay Polster, e conta a história da família de uma influenciadora digital que sofre uma ameaça de exposição na internet.

## Sinopse
Bia Leal é uma celebridade do mundo digital. Modelo e blogueira, ela tem uma vida bem-sucedida e está se preparando para comemorar seu aniversário em uma grande festa. Ao mesmo tempo que cria sua imagem na internet, Bia está se desconectando cada vez mais do mundo real, incluindo sua própria família. Vivendo seu melhor momento, ela passa a questionar sua realidade após sofrer uma ameaça de exposição de conteúdo íntimo.

## Elenco
- Paula Burlamaqui como Rita Leal
- Rhay Polster como Bia Leal
- Léo Rosa como Leonardo Leal "Léo"
- Gabriel Antunes como Gabriel
- João Vancini como Tim
- Daniel Ávilla como Daniel
- Eduardo Reys como Edu
- David Junior como Zetel
- Cacá Ottoni
- Yasmin Garcez
- Remo Rocha
- Bruno Libonati

## Produção
O filme é dirigido e escrito por Caio Sóh. As filmagens foram realizadas em 2018, inteiramente por meio de celulares para imergir no mundo digital abordado no enredo. Paula Burlamaqui interpreta a protagonista do filme, em seu primeiro papel protagonista no cinema, onde realiza novamente parceria com a atriz Rhay Polster. Ambas as atrizes atuaram como mãe e filha na segunda temporada da telenovela Verdades Secretas. Durante a produção do filme, Léo Rosa foi diagnosticado com câncer nos testículos e seu tratamento acabou entrando como parte da história. O filme, lançado pouco mais de 1 ano após a sua morte, é dedicado ao ator.

## Lançamento
Hashtag, inicialmente, teria seu lançamento em 2019, mas por questões orçamentária teve sua estreia adiada. O filme teve lançamento limitado em 8 de dezembro de 2022, com distribuição pelo Movimento Cinema Bruto.